# Ceratophrys
A Ceratophrys a kétéltűek (Amphibia) osztályába, a békák (Anura) rendjébe és a Ceratobatrachidae családjába tartozó nem.

## Előfordulása
A nembe tartozó fajok Dél-Amerika trópusi vidékein honosak.

## Rendszerezés
A nembe az alábbi fajok tartoznak:
- Ceratophrys aurita  (Raddi, 1823)
- Ceratophrys calcarata Boulenger, 1890
- nagy szarvasbéka (Ceratophrys cornuta) (Linnaeus, 1758)
- Ceratophrys cranwelli Barrio, 1980
- Ceratophrys joazeirensis Mercadal de Barrio, 1986
- díszes szarvasbéka (Ceratophrys ornata) (Bell, 1843)
- Ceratophrys stolzmanni Steindachner, 1882
- Ceratophrys testudo Andersson, 1945